# Klaus Wunder
Klaus Wunder (Erfurt, 1950. szeptember 13. – 2024. január 19.) nyugatnémet válogatott német labdarúgó, csatár, olimpikon.

## Pályafutása

### Klubcsapatban
1969 és 1971 között az Arminia Hannover, 1970 és 1974 között az MSV Duisburg, 1974 és 1976 között a Bayern München, 1976 és 1978 között a Hannover 96, 1978 és 1980 között a Werder Bremen labdarúgója volt. Tagja volt Bayern az 1974–75-ös BEK-győztes együttesének.

### A válogatottban
Részt vett az 1972-es müncheni olimpián, ahol ötödik helyezést ért el a nyugatnémet válogatott csapattal. 1973-ban egy alkalommal szerepelt a nyugatnémet válogatottban.

## Sikerei, díjai
Bayern München
- Bajnokcsapatok Európa-kupája (BEK)
  - győztes: 1974–75

## Statisztika

### Mérkőzése a nyugatnémet válogatottban
| NSZK | NSZK                | NSZK                            | NSZK        | NSZK     | NSZK     | NSZK       | NSZK  | NSZK    |
| #    | Dátum               | Helyszín                        | Hazai       | Eredmény | Vendég   | Kiírás     | Gólok | Esemény |
| ---- | ------------------- | ------------------------------- | ----------- | -------- | -------- | ---------- | ----- | ------- |
| 1.   | 1973. szeptember 5. | Moszkva, Központi Lenin Stadion | Szovjetunió | 0 – 1    | NSZK     | barátságos | -     | 64'     |
|      | Összesen            |                                 |             | 1        | mérkőzés |            | 0     | gól     |